# North Star (Delaware)
North Star – jednostka osadnicza w Stanach Zjednoczonych, w stanie Delaware, w hrabstwie New Castle.